# 沔渡镇
沔渡镇，是中华人民共和国湖南省株洲市炎陵县下辖的一个乡镇级行政单位。

## 行政区划
沔渡镇下辖以下地区：
沔渡墟社区、小里村、上关村、花园村、泮坑村、下关村、苍背村、瑞口村、上老村、晓阳村、长江村、狮头村、龙巷村、苏洲村、洞里村、石桥村和大江村。